# Ratnowo
Ratnowo (ros. Ратново) – wieś (dieriewnia) w Rosji, w obwodzie włodzimierskim, w rejonie mielenkowskim. W 2010 liczyła 176 mieszkańców.